# The Clinic
The Clinic är en chilensk satirtidning som utkommer veckovis. Tidningen har gjort sig känd för politisk satir mot det politiska etablissemanget men också grävande journalistik med avslöjanden om korruption och skandaler. Tidningen grundades 1998 och har en upplaga på drygt 24000 exemplar. 
Tidningen jämförs ofta med amerikanska The Onion eller argentinska Barcelona. 
Titeln anspelar på den brittiska klinik i London där den forne chilenske diktatorn Augusto Pinochet satt i husarrest. 